# Лхасский апсо
Лха́сский а́псо — одна из древнейших пород собак.

## История
Лхасский апсо — порода собак, выведенная в Тибете. Монахи считали апсо талисманом, способным предупредить о грозящей опасности. Лхаса — столица Тибета, а «апсо», по различным версиям:
- составное из «ап» (ཨཔ) ‘лаять’ и «со» (སོ་) ‘охранять’[1][2];
- англизированное «аг-цхом» (ཨག་ཚོམ་) — ‘козлиная бородка’;
- англизированное «ра-пхо» (ར་ཕོ་) — ‘козлёнок’[3].

Возможно, что эта порода впервые когда-то нашла своё призвание в роли пастуха домашних коз Тибета.
Одними из первых европейцев, завёзших эту породу собак на Британские острова, были полковник Бейли с супругой Ирмой Бейли. В Лондоне эта порода была выставлена впервые в 1929 году.
По одной из версий и по генетическим исследованиям от лхасского апсо произошла собака-лев ши-тцу, которая внешне сильно напоминает лхасского апсо.

## Стандарт
Стандарт F.C.I 2004 227 от 02.04.2004:
- Страна происхождения — Тибет, куратор — Великобритания.
- Внешний вид: хорошо сбалансированный, крепкий, длинношерстный.
- Характер: веселый и уверенный (напористый). Бдительный, уравновешенный, но недоверчив с чужими.

- Голова и череп: с роскошной объёмной шерстью, ниспадающей и закрывающей глаза, с длинными усами и бородой. Череп довольно узкий, плавно скруглённый за глазами, почти плоский, никогда не выпуклый и тем более не яблокоподобный. Морда прямая. Мочка носа чёрная. Морда приблизительно 4 см (11/2 ins), но не квадратная; длина от кончика носа примерно равна 1/3 длины головы (черепа).
- Глаза: тёмные. Среднего размера, прямо посажены, овальные, не большие и не маленькие и не глубоко погруженные. Ни снизу, ни сверху белок не должен быть виден.
- Уши: висячие, хорошо обросшие.
- Рот: верхние резцы наружной стороной тесно соприкасаются с внутренней стороной нижних, то есть — прикус «плотный перекус». Резцы расположены широко, и линия их расположения прямая, насколько это возможно. Полная зубная формула желательна.
- Шея: сильная и хорошо изогнута.
- Передние конечности: лопатки косо поставленные. Передние ноги прямые, полностью обросшие шерстью.
- Тело: длина тела больше, чем высота в холке. Сбалансировано и компактно. Спина: Прямая. Поясница: Сильная.
- Грудь: ребра хорошо изогнуты и направлены назад.
- Задние конечности: хорошо развиты, с хорошими мышцами. Хорошие углы. Полностью покрыты густой длинной шерстью. Скакательные суставы при осмотре сзади параллельны и не должны быть сближены.
- Лапы: округлые, кошачьи с крепкими подушечками. Полностью заросшие шерстью.
- Движения: свободные и лёгкие.
- Хвост: высоко поставлен, несётся закинутым на спину, но не подобно ручке горшка. Часто на конце хвоста есть петля. Покрыт украшающей длинной шерстью.

- Шерсть: превосходная шерсть: длинная, тяжёлая, прямая, не мягкая и не шелковистая. Подшерсток умеренный.
- Цвет: золотой, песочный, медовый, тёмно-серый с проседью, синевато-серый, дымчатый, чёрный, парти-колор, белый или коричневый (бурый). Все одинаково приемлемый.
- Размер: идеальная высота: 25,4 см (10 дюймов) в холке для кобелей; суки слегка меньше.
- Ошибки: любой недостаток должен оцениваться как незначительный или серьёзный в степени, пропорциональной степени отклонения от нормы сохранения внешних и жизненно-необходимых качеств собаки. Любая собака, имеющая явно физические или психические отклонения, должна быть дисквалифицирована.
- Обратите внимание: кобели должны иметь два развитых семенника, полностью опущенных в мошонку.